# Achille Léonce Victor Charles de Broglie
Achille Léonce Victor Charles, 3r duc de Broglie, anomenat Victor de Broglie (pronunciació francesa: [vik.tɔʁ.də.bʁœj]; 1785–1870) fou un estadista i diplomàtic francès. Va ser President del Consell en dues ocasions: durant la Monarquia de Juliol, de l'agost a novembre de 1830 i del març de 1835 al febrer de 1836. Victor de Broglie era proper als Doctrinaires liberals, que s'oposaven als ultrareialistes i va ser absorbit, sota el regnat de Lluís-Felip, pels orleanistes.

## Biografia

### Orígens familiars i joventut
Victor de Broglie va néixer a París el 28 de novembre de 1785, essent el fill més jove i únic nen de Charles Louis Victor, príncep de Broglie i net de Victor-François, 2n duc de Broglie.
Mentre que el seu avi va emigrar, els seus pares van ser empresonats durant el Terror. El seu pare va ser guillotinat el 1794, però la seva mare, la Comtessa Sophie de Rosen (1764 – 1828), va aconseguir fugir a Suïssa, on va restar fins a la caiguda de Robespierre. Aleshores tornà a París amb els seus fills – tres filles més grans i un fill – i va viure-hi fins al 1796, quan es va casar amb Marc-René-Voyer de Paulmy, marquès d'Argenson, net del ministre de guerra de Lluís XV.
A la mort del seu avi el 1804, Victor de Broglie esdevenia el tercer duc de Broglie. Sota la cura del seu padrastre, el jove duc va rebre una acurada educació liberal i va introduir-se a la societat aristocràtica i literària de Paris sota el Primer Imperi Francès.

### Núpcies i descendència
El 1816 es va casar amb Albertine de Staël-Holstein (1797-1838), filla d'Erik Magnus Staël von Holstein i Madame de Staël, amb la qual va tenir quatre fills:
- Pauline (1817-1831)
- Louise (1818-1882), comtessa pel seu matrimoni amb Joseph d'Haussonville
- Albert (1821-1901), 4t duc de Broglie
- Paul (1834-1895), abat

### Carrera
El 1809, Broglie va ser nomenat membre del Consell d'Estat, que era presidit per Napoleó Bonaparte en persona. A més a més, va ser enviat per l'Emperador en missions diplomàtiques, en qualitat d'agregat, a diversos països. Encara que mai va estar en sintonia amb principis de l'Imperi, el duc de Broglie no va ser un dels qui es va alegrar amb la seva caiguda. D'acord amb tots els homes d'experiència i sentit, es va adonar del perill a França de l'ascens al poder de les forces de reacció violenta. Amb Decazes i Richelieu va veure que l'única esperança per un futur tranquil passava per la reconciliació de la Restauració amb la Revolució Francesa. Per influència del seu oncle, Amédée de Broglie, el seu dret a un títol nobiliari va ser reconegut, i per a la seva gran sorpresa va rebre, el juny de 1814, una convocatòria de Lluís XVIII a la Cambra dels Pars. Allà, després dels Cent Dies, es va distingir per la defensa coratjosa del Mariscal Ney, per l'absolució del qual, sol d'entre tots els membres, va parlar i votar.
Després d'aquest desafiant acte d'oposició potser va ser afortunat que el seu imminent matrimoni li va donar una excusa per deixar el país. El 15 de febrer de 1816, es va casar a Liorna amb Albertine, baronessa Staël von Holstein, la filla de Madame de Staël. Va tornar a París a finals d'any, però no va prendre part en afers polítics fins que les eleccions de setembre de 1816 van trencar el poder dels ultrareialistes, que van ser substituïts per la Chambre introuvable, una assemblea moderada composta de Doctrinaires liberals. L'actitud política de Broglie durant els anys següents es resumeix en les seves pròpies paraules:
| « | Des de 1812 fins a 1822 tots els esforços dels homes de sentit i caràcter van ser dirigits a la conciliació de la Restauració i la Revolució, l'antic règim i la nova França. Del 1822 al 1827 tots els seus esforços van ser dirigits a resistir el creixent poder de la contrarevolució. Del 1827 al 1830 tots els seus esforços es van dirigir a moderar i regular la reacció en sentit contrari. | » |

### La Monarquia de Juliol
Durant els darrers anys crítics del regnat de Carles X, Broglie es va identificar amb el partit liberal – els Doctrinaires, entre els quals Royer-Collard i Guizot foren els més prominents. La Revolució de juliol de 1830 el va situar en una posició difícil; no va saber res de les intrigues que van col·locar Lluís Felip al tron; finalitzada la revolució, tanmateix, va estar a punt per defensar el fait accompli amb lleialtat característica, i el 9 d'agost de 1830 va assumir el càrrec en el nou govern com a President del Consell i Ministre de Culte Públic i Educació. Tal com havia previst, el ministeri va ser de poca durada i el 2 de novembre va ser un cop més apartat del poder.
Durant posterior període crucial, va donar suport constantment als principis que van triomfar amb la caiguda de Laffitte, representant del centre-esquerra Parti du mouvement, i l'ascens al poder de Casimir Perier, dirigent del centre-dreta Parti de la résistance, el març de 1831. Després de la mort d'aquest últim i la insurrecció de juny de 1832, Broglie va prendre possessió del càrrec de Ministre d'Afers Exteriors (11 d'octubre).
El seu mandat al Ministeri d'Exteriors va coincidir amb un període molt crític en les relacions internacionals. Si no fos per la simpatia de la Gran Bretanya de Palmerston, la Monarquia de Juliol hauria estat completament aïllada d'Europa, i aquesta simpatia envers la política agressiva de França a Bèlgica i a la costa mediterrània d'Àfrica hi havia estat en perill d'alienar. La crisi belga havia estat resolta, pel que fa als dos poders, abans que Broglie assumís el càrrec, però l'acció militar i naval concertada per la coerció dels holandesos, que va conduir a l'ocupació francesa d'Anvers, es va dur a terme sota els seus auspicis. La bona sintonia de la qual això n'era el símbol va caracteritzar també les relacions de Broglie i Palmerston durant la crisi de la primera guerra de Muhammad Ali amb la Porta, i en els afers de la península espanyola la seva comuna simpatia amb la llibertat constitucional va propiciar a un acord per a l'acció comuna, el qual va prendre forma en la Quàdruple Aliança entre Gran Bretanya, França, Espanya i Portugal, signada a Londres el 22 d'abril de 1834. Broglie s'havia retirat del ministeri el març anterior i no va tornar al poder fins al març de l'any següent, quan esdevingué cap del gabinet.
Un dels primers actes de Broglie al seu retorn va ser fer que l'Assemblea Nacional ratifiqués el tractat del 4 de juliol de 1831 amb els Estats Units, que havia estat rebutjat durant el seu primer mandat. El seu gabinet també va votar les lleis de 1835 que restringien la llibertat de premsa, després de l'intent d'assassinat contra Lluís-Felip el juliol de 1835 per part de Giuseppe Fieschi.
El 1836, havent estat rebutjada una proposta per reduir els impostos el cinc per cent per part del govern, va dimitir un cop més.
De 1836 a 1848 de Broglie es va mantenir gairebé completament al marge de la política, a la qual poc l'inclinava el seu temperament acadèmic, un allunyament enfortit per la mort de la seva esposa el 22 de setembre de 1838. La seva amistat amb Guizot, tanmateix, el va induir a acceptar una missió provisional el 1845, i el 1847 va ser ambaixador francès a Londres.

### Segona República i Segon Imperi
La revolució de 1848 fou un gran cop per a ell, ja que es va adonar que significaria la ruïna final de la monarquia constitucional, en la seva opinió el sistema polític que més s'adeia a França. No obstant, va prendre el seu seient en l'Assemblea Nacional republicana i en la Convenció de 1848 i, com a membre de la secció coneguda com els "Burgraves", va lluitar contra el socialisme i contra el qual va preveure com una futura reacció autocràtica. Va compartir amb els seus col·legues la indignació pel cop del 2 de desembre de 1851 i va quedar per la resta de la seva vida com un dels enemics més aferrissats del Segon Imperi, encara que va declarar, amb aquell enginy càustic pel qual era famós, que l'imperi era el govern que les classes més pobres desitjaven i les riques mereixien.
Els darrers vint anys de la seva vida els va dedicar a la recerca filosòfica i literària. Havent estat educat pel seu padrastre en les opinions escèptiques del seu temps, gradualment va arribar a una sincera creença en la religió cristiana. "Moriré, com un cristià penitent i un liberal impenitent".
El seu treball literari, encara que pocs d'ells han estat publicats, va ser premiat el 1856 amb un seient a l'Acadèmia francesa, substituint Louis de Beaupoil de Sant-Aulaire, i va ser també membre de l'Académie des Sciences Morales et Politiques. Va prendre part de forma activa i assídua en les tasques d'aquests òrgans.

## Més informació
- "Les Immortels: Victor de Broglie" (en francès). «Les Immortels: Victor de Broglie» (en francès).   Académie française, 2009. Arxivat de l'original el 2012-02-04. [Consulta: 8 gener 2009].